# شینگو سوتسوگو
شینگو سوتسوگو (انگلیسی: Shingo Suetsugu؛ زادهٔ ۲ ژوئن ۱۹۸۰) ورزشکار دو و میدانی اهل ژاپن است.
وی در مسابقات کشوری و بین‌المللی در مجموع برندهٔ ۵ مدال طلا، ۴ مدال نقره، ۲ مدال برنز شده‌است.